# 脫附型電噴灑游離法
脫附型電噴灑游離法 (英語：desorption electrospray ionization，DESI) 是一種利用常態游離法的技術，與質譜 (MS) 串聯，在大氣條件下對樣品進行化學分析。耦合游離源-質譜系統在化學分析中十分普遍，由於各種游離源的獨立功能可以和不同的 MS 系統相結合，對樣本進行化學測定。DESI 利用和樣本表面成一定角度的高速帶電溶劑流，從表面萃取出分析物並將次級離子推向質量分析器中進行分析。此技術可應用於法醫分析、藥物分析、植物組織結構分析、水果結構分析、完整的生物組織結構分析、酶-基質複合物分析、代謝物分析和聚合物分析。因此，DESI-MS可廣泛應用於食品和藥物管理、製藥、環境監測和生物技術等領域。

## 歷史
DESI自2004年由被美國普渡大學Graham Cooks小组的Zoltan Takáts、 Justin Wiseman 和 Bogdan Gologan 廣泛研究，目的是為了找到不需要樣本在真空條件下的方法。DESI 和即時性直接分析法 (DART) 在很大的程度上促成了常態游離法的發展，如今研發出了 80多種新技術。 這些方法使用複雜系統執行分析且可以在分析前不進行樣本製備，同時輸出量可高達每分鐘45個樣本。 DESI 是集合了新興技術，像是：電噴灑游離法和表面脫附技術。Malcolm Dole在1968 年報導電噴灑游離法結合質譜，但John Bennett Fenn在 1980年代後期因開發ESI-MS獲得諾貝爾化學獎。在 1999 年，文獻中闡述開放表面與和自由基質的脫附實驗，稱為矽上的脫附/游離的實驗。這兩項進步技術的結合引入了DESI和DART作為主要的常態游離法，也衍生出多種不同的技術。特別是針對DESI的優化之研究，如：奈米級脫附性電噴灑游離法。在這個技術中，分析物會被脫附而進入兩根毛細管與分析表面所形成的橋中。

## 運作原理

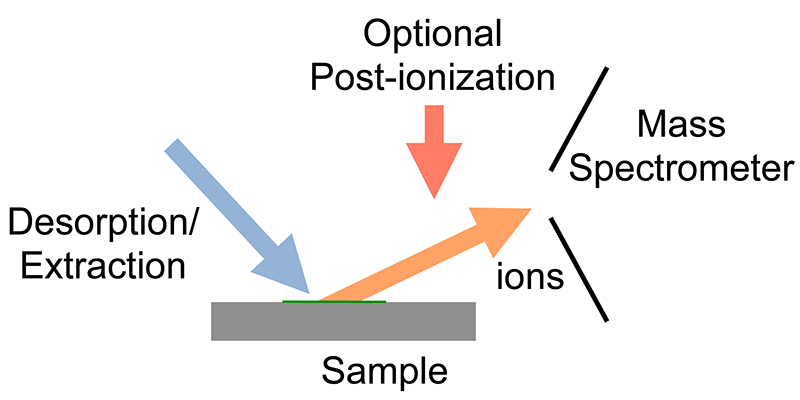
DESI的運作原理示意圖

DESI 是電噴灑游離法(ESI)與脫附 (DI) 游離法組合而成。透過帶電的噴霧引導幾毫米外的樣本表面進行游離。電噴灑霧以氣體驅動的方式帶動樣本，而噴灑的液滴則是攜帶游離的分析物。游離後，離子藉由空氣進入與質譜儀相連的大氣壓接口。 DESI是一種在大氣壓力之下就可以對於微量樣本進行常態游離法的技術，幾乎不需要進行樣本製備。DESI可被用於研究原位次級代謝物空間與時間的分布。 

### 游離機制
在DESI中有兩種游離機制，分別是適用於低分子量分子和高分子量分子。 高分子量分子，像是：蛋白質或是胜肽，表現出類似電噴灑的圖譜，其中觀察到多種帶電離子。這說明分析物的脫附，液滴中的多個電荷可以很容易地轉移到分析物上。帶電液滴撞擊樣本，擴散到大於原始直徑的直徑使蛋白質溶解並反彈。液滴移動到質譜入口並進一步去除溶劑，而通常電噴灑所使用的溶劑為甲醇和水的混合物。

針對低分子量的分子，則是透過電荷轉移發生游離，像是：電子或質子。電荷轉移可能有三種可能性，首先：溶劑離子與樣本表面的分析物之間的電荷轉移。第二，氣相離子與樣本表面的分析物之間的電荷轉移；在這樣的條件下，溶劑離子到達樣品表面前就已經蒸發掉了，這在當噴霧與樣本表面距離很大時很容易發生。第三，氣相離子和氣相分析物分子之間的電荷轉移，當樣本具有高蒸氣壓特性時容易發生。
| {\displaystyle {\ce {{A_{(aq)}^{-}}+S_{(s)}->{A_{(aq)}}+S_{(s)}^{-}}}} |  | 1 |

溶劑離子與樣本表面的分析物之間的電荷轉移
| {\displaystyle {\ce {{A_{(g)}^{-}}+S_{(s)}->{A_{(g)}}+S_{(s)}^{-}}}} |  | 2 |

氣相離子與樣本表面的分析物之間的電荷轉移
| {\displaystyle {\ce {{A_{(g)}^{-}}+S_{(g)}->{A_{(g)}}+S_{(g)}^{-}}}} |  | 3 |

氣相離子和氣相分析物分子之間的電荷轉移
DESI中低分子量分子的游離機制類似於DART的游離機制，因為都會在氣象中發生電荷轉移的情形。

## 游離效率

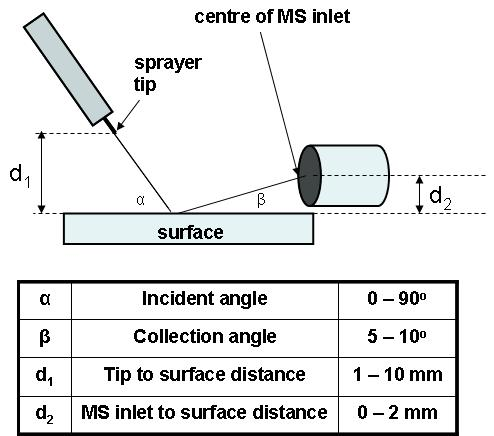
DESI 離子源的側視圖以及包含幾何參數參考值的表格

DESI的游離效率很複雜，牽涉很多參數，例如：表面效應、電噴灑參數、化學參數以及幾何參數等。表面效應包含化學成分、溫度與施加電壓。電噴灑參數包含電噴灑氣壓、氣體與液體流速。化學參數包含噴灑溶液組成，像是：氯化鈉的添加量。幾何參數則是由α、β、d 1和d 2 構成（如圖中表格所示）。
此外，α 和 d 1影響游離效率，而 β 和 d 2影響收集效率。對多種分子進行測試可以確定最佳的α 和 d 1的結果表現，有兩組設定：高分子量（蛋白質、胜肽、寡糖等）和低分子量（重氮染料、立體化合物、咖啡因、硝基芳香烴等）。高分子量基團最佳條件是高 α 入射角(70-90°) 和短 d 1距離(1-3 毫米）。低分子量基團最佳條件是低 α 入射角(35-50°) 和長 d 1距離(7-10 毫米）
噴霧器尖端和表面支架連結到3D移動平台，平台中可以選擇四個參數的特定值：α、β、d 1和 d 2 。

## 應用

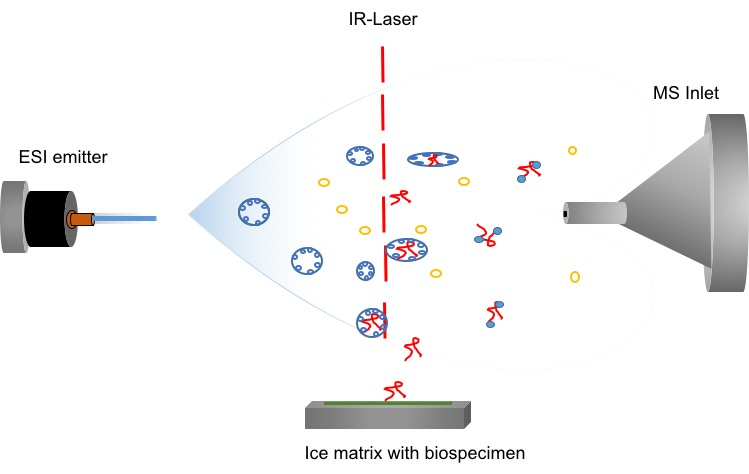
冰基質上生物分子的MALDESI應用示意圖

### 雷射剝離電噴灑游離
雷射剝離電噴灑游離(LAESI) 質譜法是一種常態游離法，適用於動植物組織成像、活細胞成像以及最近的即時細胞成像。此技術使用中紅外雷射使樣本部分剝離，產生一團中性分子，再用電噴灑從上噴灑噴霧撞擊中性分子雲進行游離，剝離帶電離子才能夠進入質譜儀進行分析。這個方法也適用於應用中的影像成像，分析物不需要基質下可以透過脈衝雷射激發而剝離，適合有機小分子和較大的生物分子。

#### 基質輔助雷射脫附電灑游離法
另一種對生物分子分析有利的方法是基質輔助雷射脫附電灑游離法(MALDI-ESI)。在這項技術中，他利用紅外線雷射工激發樣本分子使之游離，而脫附的離子以利後續的質譜分析。離子源的幾何形狀與ESI和基質之間的距離會對樣本化合物的游離效率產生影響。此技術可應用於液態樣本，液滴可放置在雷射光的焦點處，或將液滴乾燥形成固體，同時平面樣本不需進行樣本製備。

### 離子遷移質譜

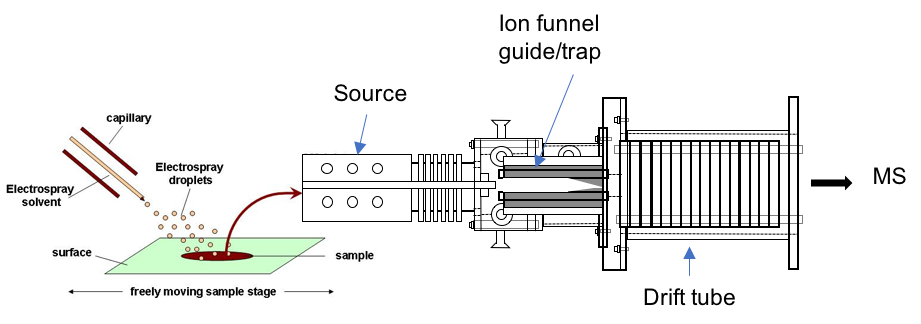
DESI-IMS-TOF質譜示意圖

離子遷移質譜(IMS) 是一種在氣相中進行離子分離的技術，利用施加電場時離子遷移率的差異，再進行質譜分析前分離。 引入DESI作為離子遷移質譜的離子源，IMS 的應用從僅能分析具有揮發性的氣相樣本已擴展到具有完整結構的樣本或是液態樣本。IMS和飛行時間質譜耦合時，也可以分析蛋白質。 這些技術結合可以研究離子進行游離後的離子形狀與反應性，它具有在進行質譜分析之前分離由DESI所生成的離子分布之特性。 

### 傅立葉轉換離子迴旋共振
如前所述，DESI可以直接研究樣本，不須進行樣本製備與層析分離。但由於不須進行樣本製備，所形成的光譜可能會非常複雜，因此，可以将傅立葉轉換離子迴旋共振耦合到 DESI，獲得更高的分離率。 DESI可由六個線性移動台和一個旋轉台組成。這可以包含一個用於樣品的3D線性平台和立一個用於噴霧支架的旋轉平台。FT-ICR 與 DESI 的耦合可以將質量精度提高到百萬分之三以下。 這可以在液態與固態樣本上達成。

### 液相層析

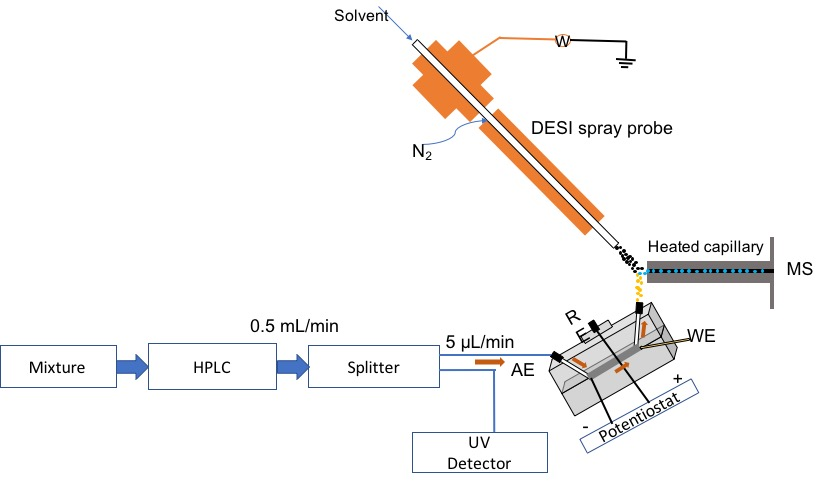
液相層析與DESI-MS串聯。AE：輔助電極，RE：參考電極，WE：工作電極。

DESI 可以使用 LC 沖提分離策略的超快速液相色谱相結合。這是一種通過 LC 毛細管上的小孔的策略。此方法不需考慮系統內管線體積(dead volume)和背壓，可實現接近即時的質譜檢測和快速沖提和純化。 。這種耦合可用於離子化範圍廣泛的分子，從小型有機物到高質量蛋白質，與 ESI 的不同之處在於它可用於直接分析含鹽類的樣品溶液，而無需將“補充”溶劑/酸加入於樣品中。 這種設置允許高流速而不分裂。通過逆相 HPLC實現的高分辨率可以與該步驟結合，以產生天然產物的高通量篩選。電化學成分的加入有助於通過電化學轉換提高電離效率。事實證明，這種方法比 ESI 更好，因為不必分開在 DESI 中施加到電池的小電位與噴霧上的電位。 DESI 還顯示出對無機鹽電解質更好的耐受性，可以使用電解中使用的傳統溶劑。 

## 儀器配置
在 DESI 中，有一個高速氣動輔助電噴霧噴流，它指向探頭表面。噴流在樣品上形成微米級的溶劑薄膜，可以將其脫附。樣本被傳入的噴流驅散，使顆粒在含有次級離子滴的分析物的噴射錐中脫落。 許多研究仍在探討 DESI 的原理，但仍有些已知的事情。DESI 形成的噴霧點的侵蝕直徑與空間分辨率直接相關，表面的化學成分和紋理也會影響電離過程，最常用的霧化氣體是氮氣，典型壓力為 160 psi。溶劑是甲醇和水的混合物，有時與 0.5%乙酸配置，流速為 10 μL/min。表面可以安裝兩種不同的方式，一種方式包括一個表面支架，可以承載 1 x 5 厘米大的一次性表面載物片，位於不銹鋼表面。不鏽鋼表面施加電壓以提供適當的表面電位。可以施加的表面電壓與噴霧器可以設置的表面電壓相同。第二個表面由帶有內置加熱器的鋁塊製成，這允許溫度控制高達 300 °C 具有內置 CCD 和光源的更新階段。它們的光譜與 ESI 相似。它們具有多電荷離子鹼金屬加合物和源自樣品/溶劑相互作用的凝聚相的非共價絡合物。  DESI 具有更溫和的電離條件，導致金屬加合物形成的趨勢更明顯，次級液滴的比電荷更低。

## 更多資訊
- 次級離子質譜
- 基質輔助雷射脫附游離
- 質譜呈象
- 電噴灑游離法
- 次級電噴灑游離法

## 相關閱讀
- - Method and System for Desorption Electrospray Ionization - US application 20,050,230,635

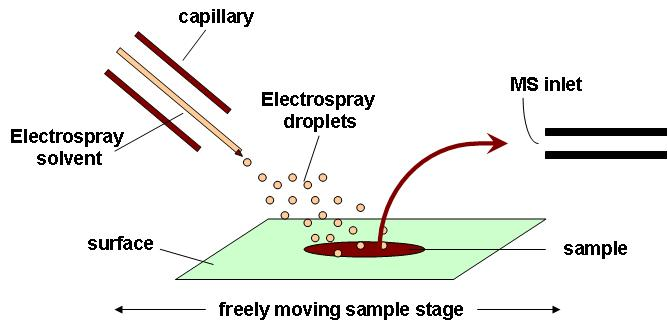
DESI離子源示意圖

  - Method and System for Desorption Electrospray Ionization - WO 2005094389, Takats, Zoltan; Gologan, Bogdan & Wiseman, Justin Michael et al., "Method and system for desorption electrospray ionization", published 2005-10-13, assigned to Purdue Research Foundation
  - Ionization by droplet impact - US application 20,060,108,539

## 外部連結
- Purdue Aston Lab - DESI
- Professor Zoltan Takáts personal page - Imperial College London （页面存档备份，存于）